# Ars Herred
Ars Herred var et herred i Holbæk Amt. Herredet hørte i middelalderen under Sjællands Vestersyssel. Det kom senere under Kalundborg Len. Det blev i 1660 ændret til Kalundborg Amt, der efter forskellige konstellationer af fællesstyre, ved reformen i 1793 blev lagt sammen med de øvrige herreder i Holbæk Amt.
I herredet ligger købstaden Kalundborg og følgende sogne:
- Lille Fuglede Sogn
- Nyvangs Sogn (Ej vist på kort)
- Raklev Sogn
- Rørby Sogn
- Røsnæs Sogn
- Store Fuglede Sogn
- Svallerup Sogn
- Tømmerup Sogn
- Ubby Sogn
- Vor Frue Sogn, Kalundborg
- Årby Sogn